# Castillo de Alferce
El Castillo de Alferce, conocido oficialmente como el Sitio Arqueológico del Cerro do Castelo de Alferce, y también conocido como Castelo da Pedra Branca, es un monumento situado en la parroquia de Alferce, parte del municipio de Monchique, en la región del Algarve de Portugal. Corresponde a un antiguo asentamiento fortificado de la Edad de Bronce, que fue transformado en una fortaleza durante la dominación musulmana. El Castillo fue clasificado como Sitio de Interés Público en 2013.

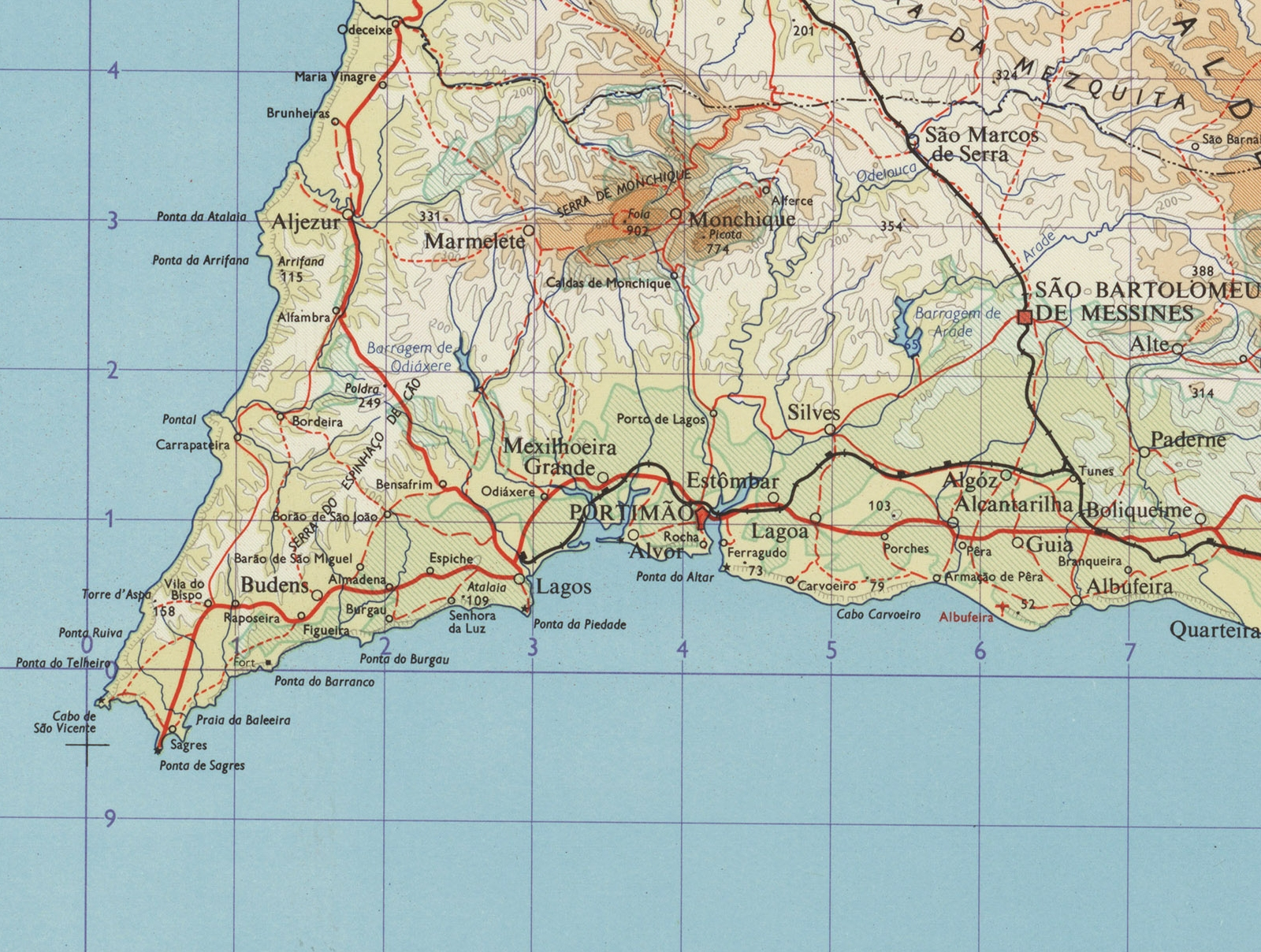
Mapa del oeste del Algarve en 1965. El Castillo de Alferce está situado a unos 2 km al sur del pueblo del mismo nombre, en un punto que permitía observar tanto las montañas como la costa del Algarve

## Descripción

### Ubicación y composición
El castillo se encuentra a un kilómetro del pueblo de Alferce, en la cima de una colina elevada, llamada Cerro do Castelo. Esta colina se encontraba en un lugar aislado, formando parte de la parte oriental de Picota, en la Serra de Monchique. Este cerro, que alcanza una altura de 488 m, presentaba buenas condiciones de defensa natural, y permitía vigilar una gran extensión de territorio, que incluía la Picota, la franja costera, los caminos de Silves a Monchique y la cuenca de la Ribeira de Odelouca. El acceso al sitio arqueológico se realiza desde la Carretera Municipal 1073.
El castillo tenía tres órdenes de murallas, de diferentes dimensiones. La muralla exterior se instaló para adaptarse al terreno, rodeando toda la colina, y protegiendo una gran área, de unas 2,1 Ha, en una dirección alargada de norte a sur. Cerca del borde sur de la muralla, en el interior, hay un moderno edificio residencial. En el interior había una segunda muralla, mientras que una tercera se identificaba como una fortaleza fortificada en el centro de la colina. Esta fortificación estaba situada en el punto más alto de la colina, habiendo sido identificada como un qasr o alcácer (recinto fortificado musulmán), y estaba situada a unos 3 o 4 m de la segunda muralla. También en el recinto del segundo muro había una zona residencial, situada inmediatamente al oeste y al norte del fuerte, y que fue identificada debido a los restos de cerámica. Se encontró una posible segunda zona residencial cerca de la cima de la colina, en el lado oeste, entre los cinturones de los muros central y exterior. Tanto los cinturones de los muros como el fuerte fueron construidos con bloques de sienita, unidos con arcilla de grano fino. Los muros del fuerte también muestran rastros de revoque con cal, con una capa de mortero de unos 5 cm de espesor. Según Fábio Capela, arqueólogo del Ayuntamiento de Monchique, este proceso de enlucido de las paredes del fuerte puede haber servido para resaltarlo en el paisaje circundante, haciéndolo más visible, y reforzando así la idea del poder militar de los omeyas.. Los muros fueron construidos con un aparato de piedra muy regular, que en las caras interiores de los muros Oeste y Este tomó una forma conocida como espina de pescado. Aunque el fuerte central tiene una estructura de buena calidad, se encontró que no se tuvo el mismo cuidado durante la construcción de la cintura del muro intermedio.
A pocos metros de la cara interna de la sección sur del muro interior se descubrió un aljibe, posiblemente de forma rectangular, construido con un mortero de cal, que tenía 4 m de largo por 2,2 m de ancho, y 1,5 m de alto. Este aljibe era necesario debido a la necesidad de obtener agua, ya que el arroyo más cercano se encontraba a unos 300 m de distancia en el fondo del valle. Tenía unos 2,6 m de profundidad y probablemente tenía un recubrimiento de arco, formando una bóveda con azulejos de cerámica, similar a la del Castillo Moro de Sintra. En las paredes del aljibe, en mortero, se encontraron varios posibles grabados, como dibujos. El fondo estaba formado por losas de piedra, accediendo por varios escalones también cubiertos de mortero.
El alcázar tenía una forma perceptiblemente pentagonal, se han identificado seis torres adosadas a los muros, y también puede haber una séptima. Cuatro de estas torres están situadas en los extremos norte, este, suroeste y noreste del muro, mientras que la quinta se encuentra en el lado noroeste, cerca de la entrada, y la sexta en el lado sur. La torre que aún no se ha confirmado está situada en el extremo sureste de los muros. A su vez, la pared intermedia también era pentagonal, aunque no presentaba la misma orientación que el alcácer, ya que su quinta pared estaba orientada al oeste, mientras que el alcácer estaba orientado al este. Se desconocen las razones de esta divergencia, aunque Fabio Capela adelantó que podría haber sido por razones militares o por una mejor adaptación al terreno.

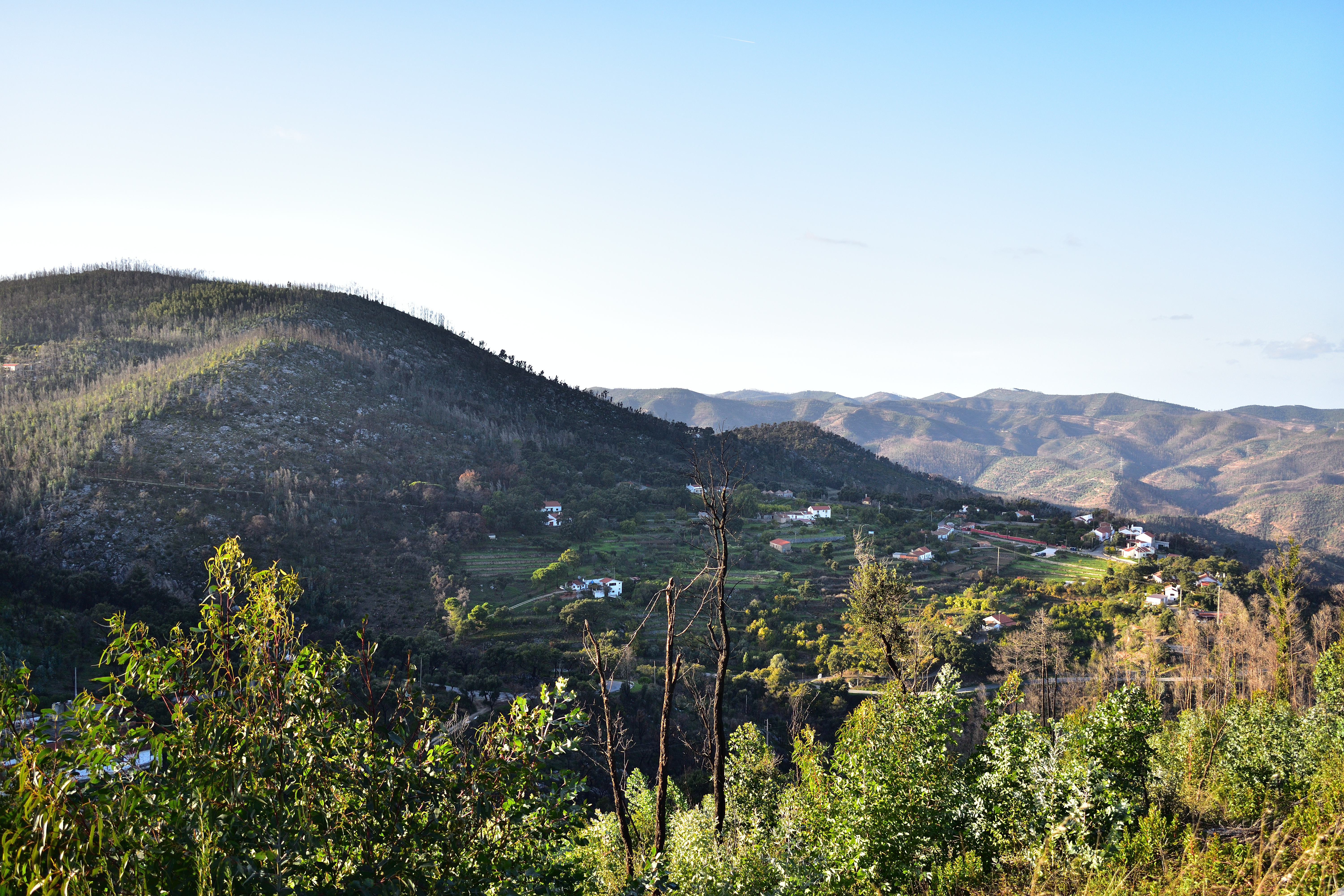
Zona al norte del Castillo de Alferce. El pueblo de la derecha es Alto de Baixo.

## Estado
En el Castillo de Alferce se reunió una vasta colección arqueológica de distintos períodos, destacando el descubrimiento de doce artefactos líticos cerca de la cima de la colina, que fueron identificados como tres pulidores, dos hachas de piedra pulida, dos que se mueven con una rueda de mano temblorosa, dos percutores, dos azadas y una cuchilla. También se encontraron varias piezas de cerámica en el sitio, incluyendo una piedra de juego de forma semicircular con un grafito en un lado, dos protuberancias con pezones decorativos, fragmentos de tres posibles platos y azulejos de media caña decorados, un trozo con agujeros a intervalos regulares, que podría haber sido parte de una quesera, el mango de una vela islámica y la punta de otra cadena, y el borde de una olla, que, según el arqueólogo Fabio Capela, era típico del siglo X, el período omeya. También se recogieron partes de tejas de media caña al norte del segundo muro, lo que puede indicar la presencia de estructuras en la zona fuera de los muros. También se descubrieron algunos fragmentos de cerámica más gruesa aquí y en el lado norte de la colina, probablemente producidos antes del período islámico, lo que revela que la ocupación humana durante la prehistoria reciente puede haber sido no sólo en el oeste o en el lado de la colina, como se calculó anteriormente.
Junto a una de las paredes se encontró un área de vertedero de basura, donde se recogieron carbón vegetal y una gran cantidad de restos de fauna, como huesos de pescado, conchas de almejas y huesos de cerdos, vacas, ciervos y conejos.

## Conservación
El yacimiento arqueológico del Cerro do Castelo de Alferce fue clasificado como sitio de interés público por la Ordenanza n.º 429-A/2013, de 28 de junio, publicada en el Diário da República n.º 132, Serie II, de 28 de junio de 2013.

## Historia

### Ocupación original
La ocupación del sitio del Castillo de Alferce se realizó principalmente en dos períodos distintos, primero durante la prehistoria y luego entre los siglos IV y XI. La primera fase de ocupación se remonta al final de la Edad de Bronce, desde el final del segundo milenio a. C. hasta el primer cuarto del siglo I d. C., Sin embargo, es posible que el lugar haya sido habitado anteriormente, desde el período Calcolítico, entre el tercer y segundo milenio a. C. En la parroquia de Alferce también se encontraron otros signos de presencia humana durante la prehistoria, incluyendo varias tumbas cerca del pueblo, que datan del Neolítico y la Edad de Bronce.
La segunda fase comenzó en el siglo V y terminó con el abandono del castillo en los siglos X u XI, y puede subdividirse en dos períodos, uno correspondiente a la Antigüedad tardía y al reino visigodo, y el otro al dominio musulmán. El castillo fue construido durante el siglo V, como parte del proceso de asentamiento de la región que comenzó a finales del siglo IV, y luego fue utilizado como hisn, o recinto fortificado islámico, a partir del siglo VIII. La segunda ala de murallas fue construida quizás durante el siglo IX, siendo definitivamente más antigua que el recinto central, que se integró cronológicamente en la segunda mitad del siglo X, durante el período omeya. Esta fortificación serviría probablemente de apoyo al Castillo de Silves, formando parte del grupo de fortificaciones del período emiral en el Algarve, entre los siglos X y XI, que incluye también el Castillo Viejo de Alcoutim y el Castillo de Relíquias. De hecho, desde su posición era posible observar los arroyos Odelouca y Monchique, que en el pasado eran ejes de transporte entre la zona montañosa y la costa, y una de las principales vías de acceso a Silves, situación similar a la de Castelo Belinho, también situada en las cercanías de esa ciudad. Según Fábio Capela, su construcción, sobre las estructuras defensivas anteriores, y enlucida con cal para ser más visible a distancia, puede haber sido utilizada como un símbolo del poder militar de la dinastía Omeya.
El Castillo de Alferce puede haber sido el sitio al que se refieren los documentos islámicos como el Munt Šāqir, que se describió como una montaña con buenas defensas y cercana al océano, que había sido ocupada por rebeldes de origen muladí y bereber en dos períodos distintos durante el siglo IX. El sitio del castillo también puede haber estado habitado durante la época romana, y el investigador Joaquim Botto registró la presencia de una capa de restos luso-romanos entre los estratos neolítico e islámico. Los rastros de ese período en Alferce son muy raros, y consisten sólo en varios fragmentos de cerámica dispersos en la zona del Cerro do Mourão, al sur del castillo. Sin embargo, en el balneario termal de Caldas de Monchique había importantes signos de la presencia romana, que ya tenía allí un establecimiento para aprovechar las propiedades curativas de las aguas.
Después de que la fortaleza fue abandonada, las piedras de las estructuras fueron progresivamente removidas por la gente, dejando sólo partes de los muros, las bases de las torres y una cisterna. Este proceso de destrucción también fue causado por eventos sísmicos, actividades agrícolas, vandalismo y excavaciones clandestinas, habiéndose intensificado principalmente a lo largo del siglo XX. Por ejemplo, se encontró que parte del segmento norte de la pared del alcázar fue volcado, durante la construcción de un camino a un edificio rústico.

### Redescubrimiento

#### SiglosXVIIIyXIX
El castillo ya era conocido al menos desde el siglo XVIII, y se encontró una referencia a su existencia en el Diccionario Geográfico del Padre Luís Cardoso, publicado entre 1747 y 1751, y copiado por A. Mesquita de Figueiredo:

Encima de este lugar, un rifle disparado al noreste, hay un castillo en ruinas, lo que demuestra que tenía grandes edificios, y que permanecía de la época de los moros. -Luis Cardoso, Tomo I, p. 277

En su obra Glosario crítico de los principales monumentos del Museu Archeologico infante D. Henrique, publicada en 1899, el canónigo Joaquim Botto señaló que el prior de Alferce, Cabrita Neves, había ofrecido al Museo de Faro dos piezas prehistóricas, encontradas en el sitio de Castello, que consistían en una herramienta, probablemente una azada, y un pequeño jarrón de cerámica. Joaquim Botto también informó de que se habían encontrado tres capas de ocupación en el sitio, la más profunda, a una profundidad de cinco metros, desde el Neolítico, cubierta por vestigios luso-romanos, que a su vez estaban coronados por edificios del período islámico. También se encontraron varios fragmentos de cerámica de gran tamaño en la propiedad de João dos Santos, en el sitio del Castillo, y algunas de las piezas se han conservado en el Museo de Faro. Estos fueron descritos por Joaquim Botto como jarrones de barro bastante primitivos, en arcilla mal cocida con restos de alas rudimentarias. Se produjeron sin el uso de un torno de alfarero, aunque mostraban signos de haber sido pulidos irregularmente. Otros fragmentos pertenecían a un peso de tejido, con signos de desgaste por el uso. El jarrón ofrecido por el prior de Alferce también había sido producido en arcilla, y mostró haber sido pulido a mano.

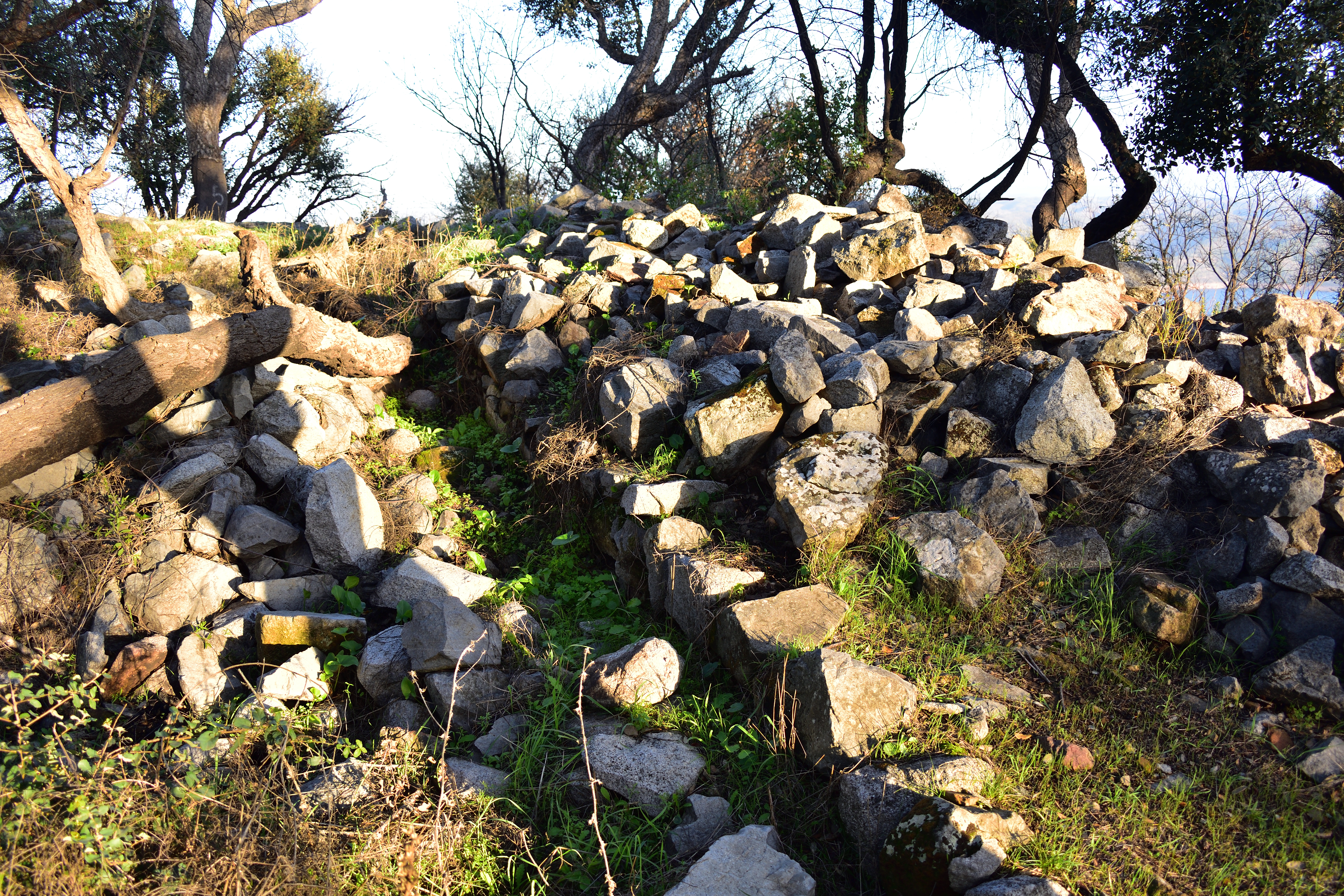
Vestigios de una muralla, viéndose al fondo a la derecha el embalse de Odelouca

#### sigloXXI

##### 2002 a 2016
En 2002 se realizaron trabajos arqueológicos en el sitio, que incluyeron encuestas en el marco del programa Guerra, asentamiento rural y hábitat fortificado (siglos X a XIII), bajo la responsabilidad de Mathieu Grangé, y una operación de reubicación de la división Silves del Instituto de Arqueología de Portugal. En 2004, se continuaron las prospecciones iniciadas en 2002, y las excavaciones, llevadas a cabo por un equipo de arqueólogos franceses y belgas, se centraron en el sitio del castillo. Se descubrió que el alcázar tenía forma de pentágono y no de cuadrado, como se había representado en los mapas más antiguos, y se identificaron tres torres de ángulo. En 2012 se llevó a cabo un estudio arqueológico en el castillo como parte de un programa para estudiar la prehistoria y protohistoria reciente de la sierra de Monchique, y se investigó la plataforma del lado oeste de la colina, donde ya se habían recogido rastros de la Edad de Bronce. Se descubrió una importante finca de cerámica integrada en la Edad Media de Bronce, pero no se encontraron rastros del final de ese período, ni de la Edad de Hierro ni de la época islámica, por lo que en ese lado de la cima de la colina, cerca del tercer recinto de murallas, pudo haber un núcleo de población de la Edad Media de Bronce.
En 2014, el Ayuntamiento de Monchique inició un programa de difusión, investigación y preservación del castillo, que incluía trabajos periódicos de deforestación y la organización de visitas guiadas. Los primeros trabajos de desbroce de vegetación en el lugar se realizaron a finales de ese año, con el apoyo del propietario del terreno. Esta intervención, realizada en el marco de las Jornadas Europeas del Patrimonio, permitió comprender mejor la configuración de las antiguas fortificaciones, incluyendo el descubrimiento de que un segmento de la segunda cintura de murallas, en el lado este, continuaba hasta la esquina noreste del primer recinto, que tenía allí una torre, y ambas estructuras podían estar relacionadas. En esa parte de la segunda muralla también se descubrió una rotura y una depresión en el suelo, que podían estar relacionadas con la entrada del recinto. En febrero de 2016 se informó de que el municipio tenía previsto realizar trabajos arqueológicos en el castillo para estudiarlo y mejorarlo, y en ese momento preparaba la futura construcción de un centro de interpretación en el pueblo de Alferce, y la organización de rutas para visitar el monumento. El 26 de febrero, el municipio firmó dos protocolos con la Facultad de Ciencias Humanas y Sociales de la Universidad del Algarve, con el fin de preservar, difundir y valorizar el patrimonio del municipio, uno de ellos relativo específicamente al Castillo de Alferce. En mayo, el municipio de Monchique firmó un protocolo de hermanamiento con el pueblo español de Montejaque, con el fin de acercar los dos municipios y valorizar su patrimonio islámico, especialmente el Castillo de Alferce.

##### 2017 a 2020
En agosto de 2017, un equipo de arqueólogos, dirigido por Fábio Capela, realizó dos investigaciones diagnósticas en la cara interna del segundo recinto amurallado, en la zona identificada como el alcácer, y en una plataforma al oeste de ese fuerte, donde se encontraron rastros de ocupación prehistórica. Esta investigación mejoró el conocimiento del potencial estratigráfico y arqueológico en dos áreas diferentes del monumento que nunca habían sido objeto de investigación, permitió un mayor conocimiento de la fortaleza islámica, y permitió una mejor organización de la futura investigación sobre este monumento. También se confirmaron las tres torres ya descubiertas en 2004 y se identificaron otras tres, y se planteó la hipótesis de que podría haber una séptima torre en el extremo sureste de la fortaleza. En la primera prospección se excavó el lado interior de la muralla y se descubrió que giraba hacia el sur y podía continuar hasta la esquina noroeste del fuerte islámico, y era posible que tuviera una forma pentagonal. También se encontró que la pared sufrió un proceso de destrucción, tal vez durante el período omeya, y se descubrió un gran número de fragmentos de cerámica, algunos de ellos en forma articulada, y parte de la misma pieza. En el segundo estudio se encontraron varios restos prehistóricos, incluyendo cerámica del segundo milenio a. C., aunque no se encontraron estructuras arqueológicas. Además de la cerámica, se encontraron un gran número de piedras, que habían sido traídas del río. Entre las piezas encontradas en esta zona había un guijarro, piedra trapezoidal de forma rectangular, que podría ser un ídolo. Durante las investigaciones se organizó una jornada abierta a la población, en la que se realizó una visita guiada al monumento. Además de las excavaciones arqueológicas, en 2017 también se realizó una limpieza regular de las ruinas por parte de los propietarios del terreno, la parroquia de Alferce y el Municipio de Monchique. En ese año, el municipio también llegó a un acuerdo con los propietarios para permitir el estudio del sitio arqueológico.
En el verano de 2018, la zona del castillo de Alferce fue afectada por un incendio forestal que devastó gran parte del municipio de Monchique, pero la destrucción de la capa de vegetación, que había crecido de forma incontrolada a lo largo de los años, permitió llevar a cabo investigaciones arqueológicas sobre varios monumentos del municipio, entre ellos el castillo de Alferce. También se descubrieron rastros de cerámica manual, probablemente preislámica. Se estudió principalmente el lado norte de la colina, se identificó el área de entrada del complejo y partes de las paredes que aún no habían sido registradas, lo que permitió calcular el área dentro de las paredes, que sería de alrededor de 9.1 ha.
El 9 de septiembre de 2019, un grupo de investigadores alemanes de la Universidad de Marburgo, coordinados por el profesor Felix Teichner (de) y apoyados por Fábio Capela, iniciaron una investigación en las ruinas del Castillo de Alferce. Este proceso, que abarcó las dos áreas principales del sitio arqueológico, utilizó métodos no intrusivos, consistentes en varios estudios geofísicos para radiografiar el terreno, permitiendo así conocer si existen estructuras enterradas y su profundidad, facilitando futuras excavaciones arqueológicas en el sitio.  Esta investigación tenía dos objetivos principales: encontrar posibles estructuras prehistóricas y estudiar la arquitectura del fuerte islámico y la segunda ala de murallas, de las cuales sólo se habían identificado la sección norte y parte de Occidente. En el caso del fuerte islámico, se esperaba que confirmara si su entrada se hizo en el sitio identificado por el equipo de Fabio Capela en 2017. Según Rui André, alcalde de Monchique, en ese momento se estaba preparando una solicitud para el Plan Operativo Regional 2020 para financiar la mejora del sitio arqueológico, que consistía en la instalación de señalización e información, la adaptación del antiguo Centro de Vivienda Alferce en un centro de interpretación y la construcción de un sendero entre el pueblo y el castillo, que también debía pasar por el famoso Barranco do Demo, uniendo así el patrimonio natural con el sitio arqueológico. Las investigaciones de 2019 tuvieron importantes resultados, con el hallazgo de una nueva torre y el descubrimiento de más detalles sobre la segunda línea de muros, que tiene forma de pentágono en lugar de cuadrada, como se pensaba.
En enero de 2020, el sitio arqueológico se insertó plenamente en terrenos privados, dividido en varios edificios rústicos, con un edificio de viviendas en el extremo sur de la zona intramuros. En mayo de ese año, el municipio de Monchique entregó a la Dirección General del Patrimonio Cultural el programa plurianual de investigación en arqueología De la Prehistoria reciente a la Edad Media islámica: antiguas ocupaciones humanas en el Cerro do Castelo de Alferce. Este plan, que contó con la colaboración de la Universidad del Algarve, la Universidad de Évora, el Sitio Arqueológico de Mértola, la Junta Parroquial de Alferce y la Dirección Regional de Cultura del Algarve, tenía por objeto estudiar el sitio arqueológico y la zona en que se encuentra, principalmente desde el punto de vista de la ocupación humana. Según el municipio, "el conocimiento a adquirir no se limita a la mera comprensión de las estructuras arqueológicas existentes y la organización interna del asentamiento en la larga diacronía, ya que también se pretende obtener información sobre las comunidades humanas que habitaron este sitio en diferentes momentos de la civilización, así como las dinámicas de ocupación/explotación del territorio circundante". De hecho, además de las ruinas del propio castillo, también se realizarían excavaciones en otros lugares del sitio arqueológico, como la llamada plataforma prehistórica, y se harían nuevas prospecciones en los alrededores. Este programa profundizaría el conocimiento del sitio arqueológico y contribuiría a su valorización como patrimonio, ya que permitiría la aplicación de medidas de protección y musealización de las estructuras históricas, y la instalación de una ruta de visita, con posible conexión con el pueblo de Alferce.  El municipio también declaró que seguía comprometido con la intención de construir un centro de interpretación.
Los trabajos arqueológicos se iniciaron en agosto de ese año, centrándose únicamente en el primer recinto amurallado, con especial atención a su supuesta entrada y al aljibe, y al oeste entre la primera y la segunda cintura de los muros, donde ya se habían encontrado restos de edificios anteriores al primer recinto. Durante los trabajos se desenterró el aljibe y se encontraron en su interior varios fragmentos de cerámica, muy probablemente azulejos que formarían una bóveda sobre dicha estructura.
En ese momento, el alcalde, Rui André, reveló que la municipalidad de Monchique ya había aprobado una solicitud para el PADRE - Plan de Acción para el Desarrollo de los Recursos Endógenos, por valor de doscientos mil euros, con el fin de "mejorar el sitio arqueológico, colocar carteles e información y crear en Alferce, el antiguo Centro de Día, un Centro de Interpretación". Entonces, desde allí, se creará un sendero de descubrimiento, pasando por el Barranco do Demo,

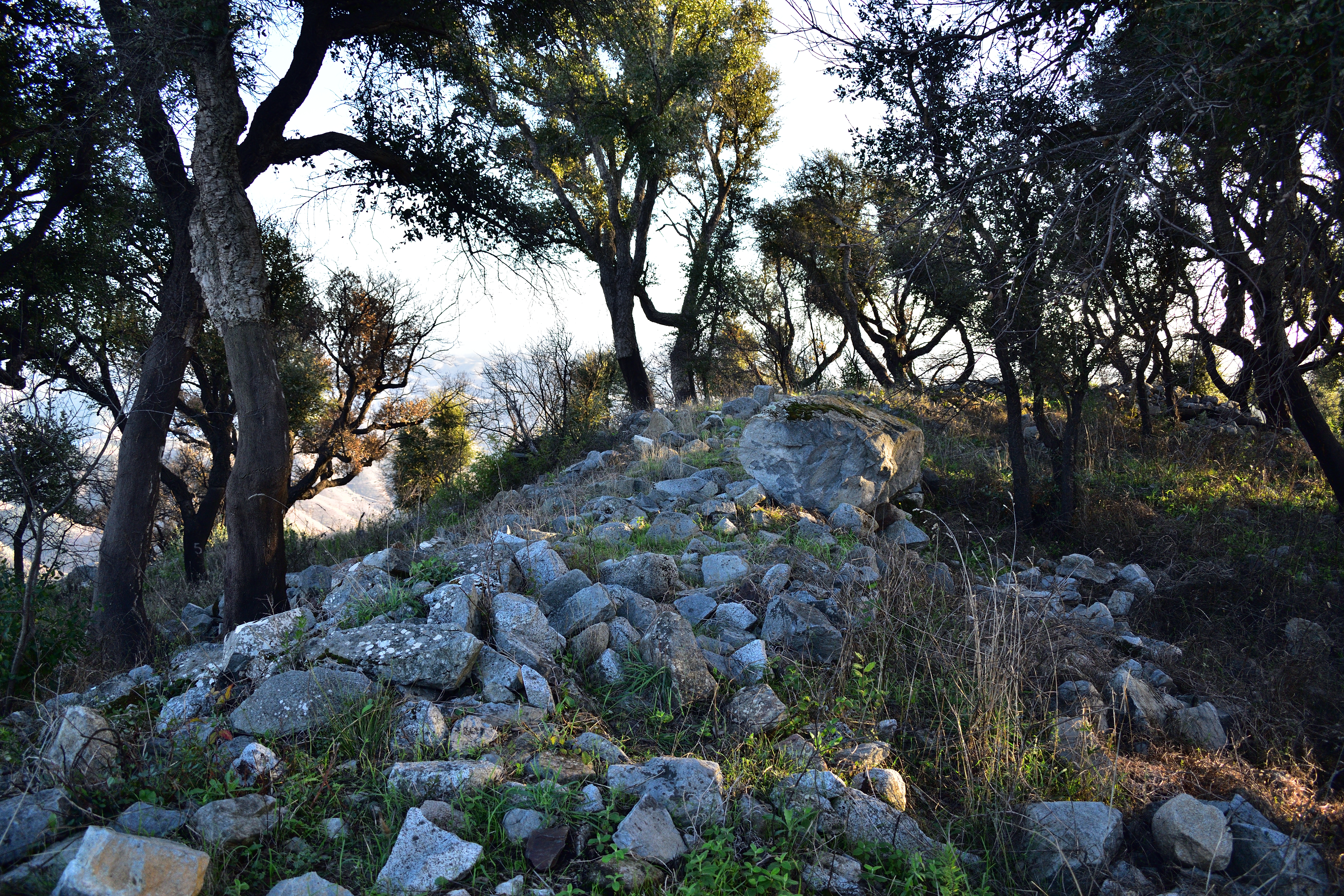
Vestigios de una muralla.